# Chloe (película)
Chloe (también conocida como Una propuesta atrevida o El precio de la traición) es una película de 2009 de Atom Egoyan, protagonizada por Julianne Moore, Liam Neeson y Amanda Seyfried. La cinta es un remake de la película francesa Nathalie X, escrita y dirigida en 2003 por Anne Fontaine.

## Argumento

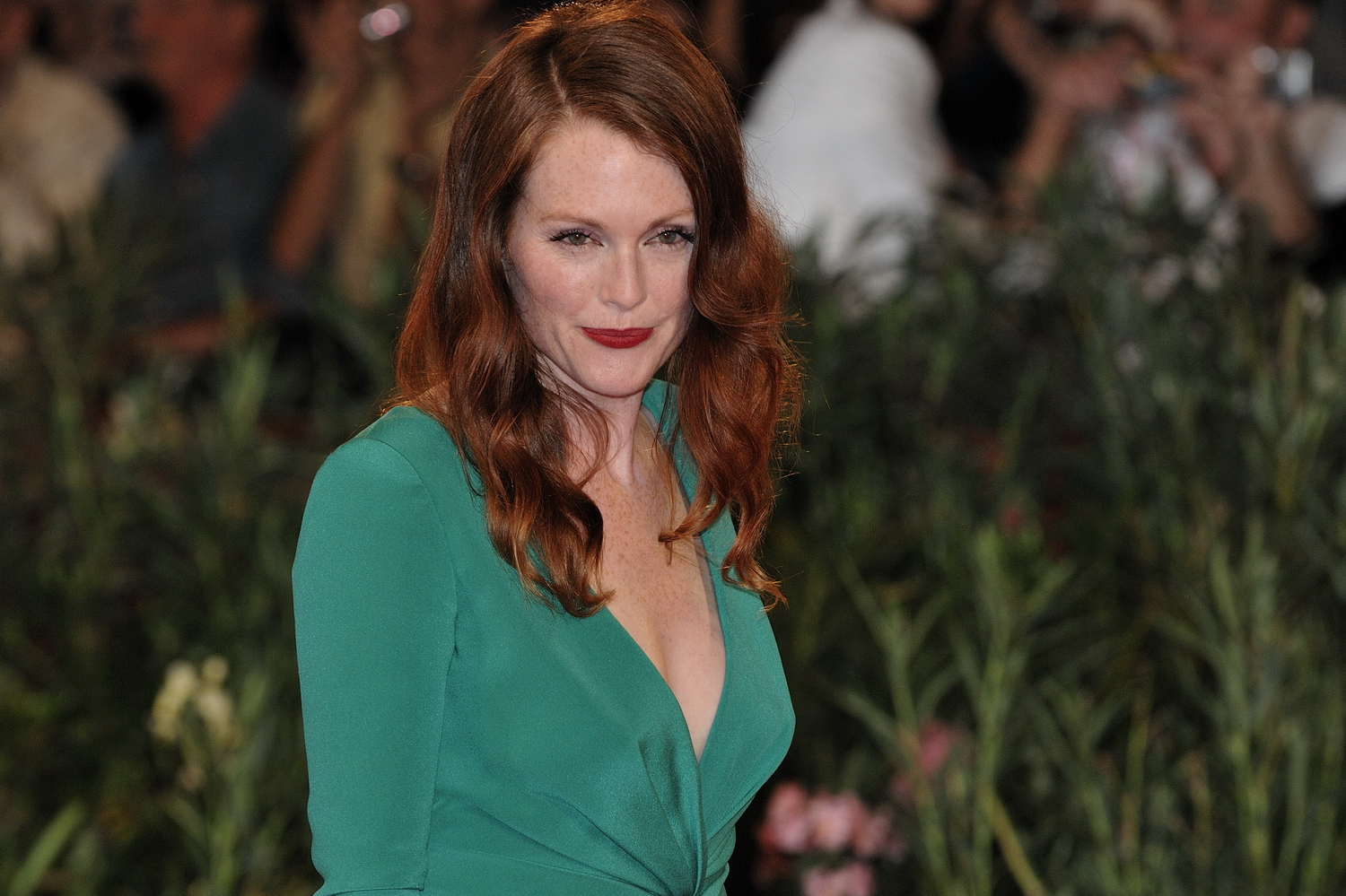
La actriz Julianne Moore interpreta a la doctora Catherine Stewart.

La película comienza con la voz en off de Chloe Sweeney (Amanda Seyfried), una joven que explica cómo dentro de su trabajo deja de ser ella misma codeándose dentro de un mundo cuya clientela son hombres de bien, adinerados y de negocio. Por otro lado se encuentra Catherine Stewart (Julianne Moore), una elegante ginecóloga que observa la vida de Chloe desde la ventana de su clínica. Ella está casada con David Stewart (Liam Neeson), un profesor de música y literatura, y tiene un hijo llamado Michael. La familia tiene una hermosa casa, en paralelo con la realidad familiar cuyo matrimonio y relación con Michael es fría y distante. El matrimonio de Catherine sufre una crisis, que se intensifica con el desplante de David al faltar a su fiesta sorpresa que Catherine había organizado. 
David aparentemente fue dejado por el avión, pero esto no convence a Catherine, que piensa que su apuesto y seductor esposo la engaña con otra mujer. Catherine entonces decide contratar los servicios de Chloe, a la que hace pasar por una estudiante para que seduzca a David, con el propósito de esta comprobar si su esposo le sería infiel al caer a los encantos de la hermosa joven. Chloe le comienza a contar sus anécdotas sexuales y observaciones con David, que en un principio Catherine se niega a escuchar y en ocasiones decide abandonar el plan. Chloe hace saber a Catherine que su esposo se ha acostado con ella. Catherine ve con humillación y tristeza cómo su matrimonio va cayendo en picado, sin embargo David no da indicios de indiferencia, sólo distanciamiento. Catherine, confundida, cae bajo los brazos de Chloe con el fin de sentir cómo su marido la acariciaba, teniendo una tórrida noche de pasión, Chloe le regala una hebilla como recuerdo a Catherine. Al día siguiente, Catherine decide finalizar todo contacto con Chloe, pero Chloe se ha enamorado y obsesionado de ella. 
Chloe le dice a Catherine que su esposo le ha llamado por última vez, Catherine se enfrenta a David y decide verlo en una cafetería justo al mismo tiempo que a Chloe, pero ésta descubre con asombro y desconcierto que David no conoce a Chloe. Catherine le confiesa el engaño a David y este la abraza y la besa. Chloe decide seducir y hacer el amor con Michael con el fin de entrar a la casa de los Stewart y sentir el amor de Catherine en los brazos de Michael. Finalmente, Catherine llega a la casa y le pide perdón a una desesperada Chloe que le pide que la bese. Sin embargo, el reflejo de Michael le hace desistir de besarla y la empuja hacia una ventana de cristal. Chloe se aguanta pero decide suicidarse al dejarse caer al vacío. Al final se ve la fiesta de graduación de Michael y se muestra a una Catherine más tranquila, mientras su cabello es sujetado con la hebilla de Chloe.

## Reparto
- Amanda Seyfried como Chloe Sweeney.
- Julianne Moore como Catherine Stewart.
- Liam Neeson como David Stewart.
- Max Thieriot como Michael Stewart.
- Nina Dobrev como Anna.

## Recepción crítica
La cinta se estrenó en 350 salas con críticas variadas. Chloe alcanzó un 53% de aceptación en el sitio Rotten Tomatoes.
En el sitio Metacritic, registró un 48% de aceptación con base en 33 reseñas.
Roger Ebert del Chicago Sun-Times le dio a la cinta 3,5 de 4 estrellas, mientras Elizabeth Weitzman del New York Daily News le dio 1 de 5 posibles.

## Sobre la producción
Liam Neeson tuvo que ausentarse del rodaje debido al fallecimiento de su esposa, Natasha Richardson, en un accidente de esquí.